# NGC 4683
NGC 4683 é uma galáxia elíptica (E/SB0) localizada na direcção da constelação de Centaurus. Possui uma declinação de -41° 31' 44" e uma ascensão recta de 12 horas, 47 minutos e 42,2 segundos.
A galáxia NGC 4683 foi descoberta em 8 de Junho de 1834 por John Herschel.